# Motociklistična Velika nagrada Avstralije
Motociklistična Velika nagrada Avstralije je motociklistična dirka svetovnega prvenstva od sezone 1989.

## Zmagovalci
| Sezona | Dirkališče                                          | 125 cm3/Moto3                                       | 250 cm3/Moto2                                       | 500 cm3/MotoGP                                      | Poročilo                                            |
| ------ | --------------------------------------------------- | --------------------------------------------------- | --------------------------------------------------- | --------------------------------------------------- | --------------------------------------------------- |
| 2022   | Phillip Island                                      | Izan Guevara                                        | Alonso López                                        | Álex Rins                                           | Poročilo                                            |
| 2021   | odpoved zaradi Pandemije koronavirusne bolezni 2019 | odpoved zaradi Pandemije koronavirusne bolezni 2019 | odpoved zaradi Pandemije koronavirusne bolezni 2019 | odpoved zaradi Pandemije koronavirusne bolezni 2019 | odpoved zaradi Pandemije koronavirusne bolezni 2019 |
| 2020   | odpoved zaradi Pandemije koronavirusne bolezni 2019 | odpoved zaradi Pandemije koronavirusne bolezni 2019 | odpoved zaradi Pandemije koronavirusne bolezni 2019 | odpoved zaradi Pandemije koronavirusne bolezni 2019 | odpoved zaradi Pandemije koronavirusne bolezni 2019 |
| 2019   | Phillip Island                                      | Lorenzo Dalla Porta                                 | Brad Binder                                         | Marc Márquez                                        | Poročilo                                            |
| 2018   | Phillip Island                                      | Albert Arenas                                       | Brad Binder                                         | Maverick Viñales                                    | Poročilo                                            |
| 2017   | Phillip Island                                      | Joan Mir                                            | Miguel Oliveira                                     | Marc Márquez                                        | Poročilo                                            |
| 2016   | Phillip Island                                      | Brad Binder                                         | Thomas Lüthi                                        | Cal Crutchlow                                       | Poročilo                                            |
| 2015   | Phillip Island                                      | Miguel Oliveira                                     | Alex Rins                                           | Marc Marquez                                        | Poročilo                                            |
| 2014   | Phillip Island                                      | Jack Miller                                         | Maverick Viñales                                    | Valentino Rossi                                     | Poročilo                                            |
| 2013   | Phillip Island                                      | Alex Rins                                           | Pol Espargaró                                       | Jorge Lorenzo                                       | Poročilo                                            |
| 2012   | Phillip Island                                      | Sandro Cortese                                      | Pol Espargaró                                       | Casey Stoner                                        | Poročilo                                            |
| 2011   | Phillip Island                                      | Sandro Cortese                                      | Alex De Angelis                                     | Casey Stoner                                        | Poročilo                                            |
| 2010   | Phillip Island                                      | Marc Márquez                                        | Alex De Angelis                                     | Casey Stoner                                        | Poročilo                                            |
| 2009   | Phillip Island                                      | Julián Simón                                        | Marco Simoncelli                                    | Casey Stoner                                        | Poročilo                                            |
| 2008   | Phillip Island                                      | Marc Márquez                                        | Alex De Angelis                                     | Casey Stoner                                        | Poročilo                                            |
| 2007   | Phillip Island                                      | Lukáš Pešek                                         | Jorge Lorenzo                                       | Casey Stoner                                        | Poročilo                                            |
| 2006   | Phillip Island                                      | Alvaro Bautista                                     | Jorge Lorenzo                                       | Marco Melandri                                      | Poročilo                                            |
| 2005   | Phillip Island                                      | Thomas Lüthi                                        | Daniel Pedrosa                                      | Valentino Rossi                                     | Poročilo                                            |
| 2004   | Phillip Island                                      | Andrea Dovizioso                                    | Sebastian Porto                                     | Valentino Rossi                                     | Poročilo                                            |
| 2003   | Phillip Island                                      | Andrea Ballerini                                    | Roberto Rolfo                                       | Valentino Rossi                                     | Poročilo                                            |
| 2002   | Phillip Island                                      | Manuel Poggiali                                     | Marco Melandri                                      | Valentino Rossi                                     | Poročilo                                            |
| 2001   | Phillip Island                                      | Youichi Ui                                          | Daijiro Kato                                        | Valentino Rossi                                     | Poročilo                                            |
| 2000   | Phillip Island                                      | Masao Azuma                                         | Olivier Jacque                                      | Max Biaggi                                          | Poročilo                                            |
| 1999   | Phillip Island                                      | Marco Melandri                                      | Valentino Rossi                                     | Tadayuki Okada                                      | Poročilo                                            |
| 1998   | Phillip Island                                      | Masao Azuma                                         | Valentino Rossi                                     | Michael Doohan                                      | Poročilo                                            |
| 1997   | Phillip Island                                      | Noboru Ueda                                         | Ralf Waldmann                                       | Alex Criville                                       | Poročilo                                            |
| 1996   | Eastern Creek                                       | Garry McCoy                                         | Max Biaggi                                          | Loris Capirossi                                     | Poročilo                                            |
| 1995   | Eastern Creek                                       | Haruchika Aoki                                      | Ralf Waldmann                                       | Michael Doohan                                      | Poročilo                                            |
| 1994   | Eastern Creek                                       | Kazuto Sakata                                       | Max Biaggi                                          | John Kocinski                                       | Poročilo                                            |
| 1993   | Eastern Creek                                       | Dirk Raudies                                        | Tetsuya Harada                                      | Kevin Schwantz                                      | Poročilo                                            |
| 1992   | Eastern Creek                                       | Ralf Waldmann                                       | Luca Cadalora                                       | Michael Doohan                                      | Poročilo                                            |
| 1991   | Eastern Creek                                       | Loris Capirossi                                     | Luca Cadalora                                       | Wayne Rainey                                        | Poročilo                                            |
| 1990   | Phillip Island                                      | Loris Capirossi                                     | John Kocinski                                       | Wayne Gardner                                       | Poročilo                                            |
| 1989   | Phillip Island                                      | Alex Criville                                       | Sito Pons                                           | Wayne Gardner                                       | Poročilo                                            |